# Liste der Biografien/Brab
Liste der Biografien |
Portal Biografien |
Personensuche
# |
A |
B |
C |
D |
E |
F |
G |
H |
I |
J |
K |
L |
M |
N |
O |
P |
Q |
R |
S |
T |
U |
V |
W |
X |
Y |
Z |
?
 
Ba |
Be |
Bd |
Bg |
Bh |
Bi |
Bj |
Bl |
Bm |
Bn |
Bo |
Br |
Bs |
Bu |
Bw |
By |
Bz
 
Bra |
Brc |
Brd |
Bre |
Brg |
Bri |
Brj |
Brk |
Brl |
Brn |
Bro |
Brp–Brt |
Bru |
Brv |
Bry |
Brz
 
Braa |
Brab |
Brac |
Brad |
Brae |
Braf |
Brag |
Brah |
Brai |
Braj |
Brak |
Bral |
Bram |
Bran |
Brao |
Braq |
Brar |
Bras |
Brat |
Brau |
Brav |
Braw |
Brax |
Bray |
Braz
Die Liste der Biografien führt alle Personen auf, die in der deutschsprachigen Wikipedia einen Artikel haben. Dieses ist eine Teilliste mit 70 Einträgen von Personen, deren Namen mit den Buchstaben „Brab“ beginnt.

## Brab

### Braba
- Braband, Carl (1870–1914), deutscher Politiker, MdHB, MdR
- Braband, Folke, deutscher Theaterregisseur und Autor
- Braband, Isaak († 1790), deutscher Porträt- und Historienmaler
- Braband, Jan (* 1972), deutscher Regisseur
- Braband, Jens (* 1962), deutscher Mathematiker und Sicherheitsforscher
- Braband, Jutta (* 1949), deutsche Politikerin (PDS), MdB, Vertreterin der Bürgerrechtsbewegung der DDR
- Braband, Theodor (1843–1887), Hamburger Rechtsanwalt, Staatsanwalt und Senator
- Brabänder, Horst Dieter (1929–2020), deutscher Forstwissenschaftler Forstökonom und Hochschullehrer
- Brabänder, Klaus (* 1955), deutscher Schriftsteller und Bauingenieur
- Brabandt, Anton Wilhelm († 1750), deutscher Goldschmied
- Brabandt, Henning († 1604), Braunschweiger Bürgerhauptmann und herzoglicher Hofprokurator
- Brabandt, Johann Ernst, herzoglich braunschweig-lüneburgischer, später kurfürstlich braunschweig-lüneburgischer Hofgoldschmied, Münz-, Medaillen und Stempelschneider
- Brabandt, Tobias († 1730), deutscher Münzstempelschneider und Medailleur
- Brabant, Artur (1870–1936), deutscher Archivar und Historiker
- Brabant, Frank (* 1938), deutscher Kunstsammler
- Brabant, Julius (1825–1912), deutscher Abenteurer und Unternehmer
- Brabants, Tim (* 1977), britischer Kanute
- Brabazon, Reginald, 12. Earl of Meath (1841–1929), britischer Diplomat, Politiker und Peer
- Brabazon, Roger († 1317), englischer Richter
- Brabazon, Tom, irischer Politiker (Fianna Fáil)

### Brabb
- Brabbée, Ewald (1878–1937), österreichischer Stenograph
- Brabbée, Karl (1879–1960), österreichischer Ingenieur und Hochschullehrer
- Brabbins, Martyn (* 1959), englischer Dirigent

### Brabc
- Brabcová, Zuzana (1959–2015), tschechische Schriftstellerin

### Brabe
- Brabé, Wilhelmine (* 1875), österreichische Opernsängerin (Sopran)
- Brabec, Alexa (* 2004), US-amerikanische Nordische Kombiniererin
- Brabec, Erich (* 1977), tschechischer Fußballspieler
- Brabec, F. A. (* 1954), tschechischer Kameramann, Filmregisseur und Drehbuchautor
- Brabec, Friedrich (1906–1963), österreichischer Verleger
- Brabec, Jakub (* 1992), tschechischer Fußballspieler
- Brabec, Jaroslav (1949–2018), tschechoslowakischer Kugelstoßer
- Brabec, Jiří (* 1929), tschechischer Literaturkritiker und Historiker
- Brabec, Richard (* 1966), tschechischer Politiker
- Brabec, Ricky (* 1991), US-amerikanischer Motorradrennfahrer
- Brabec, Vladimír (1934–2017), tschechischer SchauspielerVladimír Brabec (1934–2017)

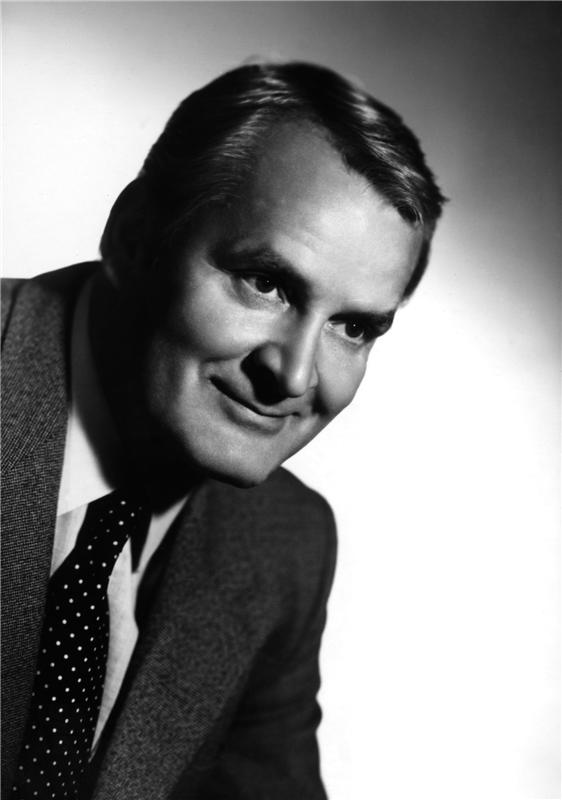
Vladimír Brabec (1934–2017)

- Brabec-Baron, Václav (1906–1989), tschechischer Fußballspieler
- Brabeck, Engelbert von († 1620), Domherr in Münster
- Brabeck, Engelbert von († 1636), Domherr in Münster und Speyer
- Brabeck, Friedrich Moritz von (1742–1814), deutscher Kunstsammler, Domherr in Hildesheim
- Brabeck, Heinrich von († 1618), Domherr in Münster
- Brabeck, Hermann Werner von (1739–1785), Domherr in verschiedenen Bistümern
- Brabeck, Jobst Edmund von (1619–1702), Fürstbischof von Hildesheim
- Brabeck, Jobst Edmund von (1660–1732), Domherr in Münster und Domscholaster in Hildesheim
- Brabeck, Jobst Edmund von († 1767), deutscher Adliger, Drost von Liebenburg, Erbauer von Schloss Söder, Inhaber der Hütten in Stachelau und Liebenburg-Kunigunde
- Brabeck, Johann Dietrich von, Domherr in Münster
- Brabeck, Johann Ernst von (1625–1690), Domherr in Münster
- Brabeck, Johann Karl Theodor von (1738–1794), Abt und Fürstbischof von Corvey
- Brabeck, Johann von, Domherr in Münster
- Brabeck, Ludolf Walter von (1623–1699), Domherr in Münster
- Brabeck, Walter von († 1626), Dompropst in Paderborn und Domherr in Münster
- Brabeck-Letmathe, Peter (* 1944), österreichischer ManagerPeter Brabeck-Letmathe (* 1944)

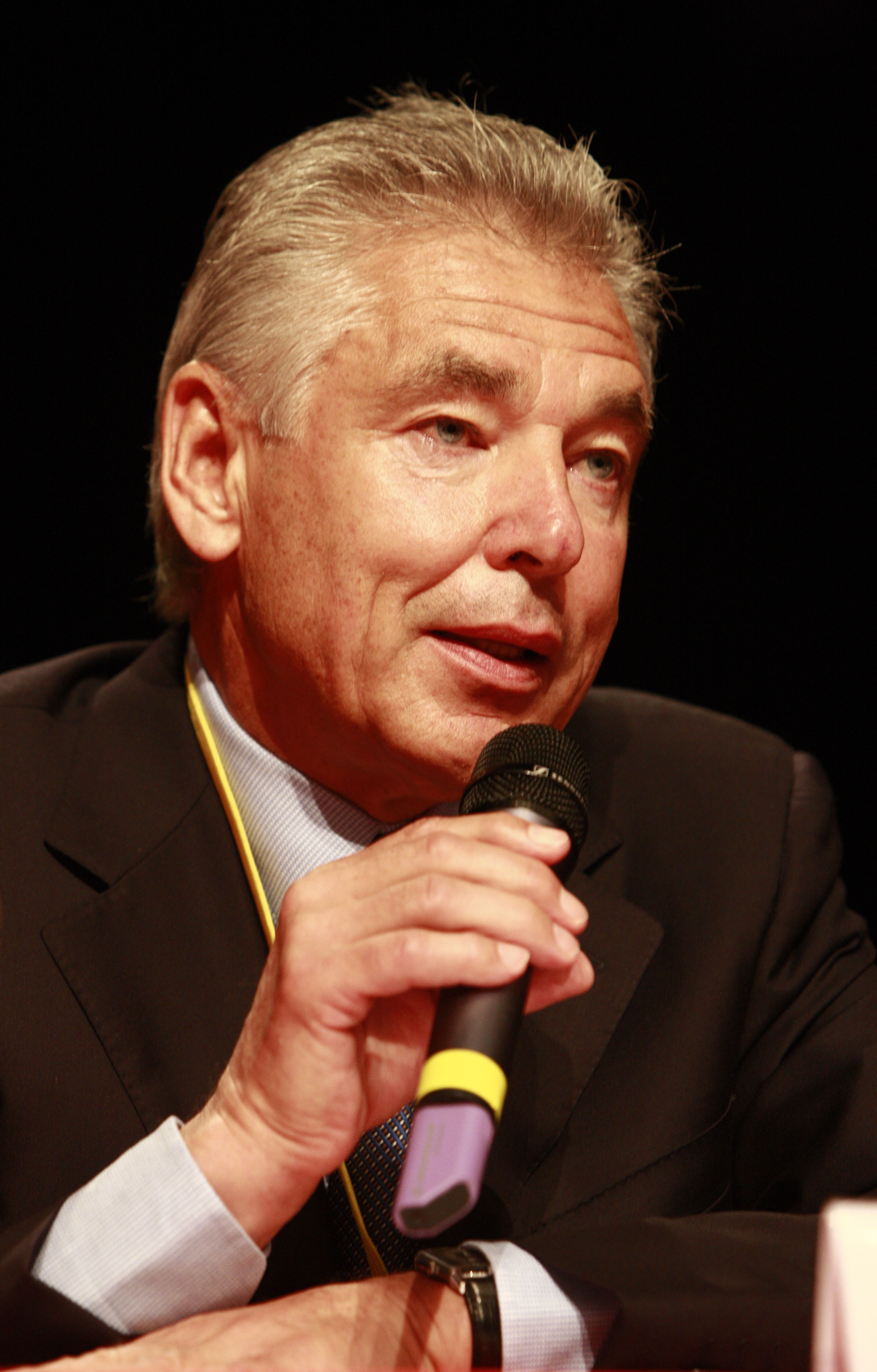
Peter Brabeck-Letmathe (* 1944)

- Braben, David (* 1964), britischer Spieleentwickler
- Brabender, Heinrich, Bildhauer der Spätgotik
- Brabender, Johann, deutscher Bildhauer
- Brabender, Wayne (* 1945), spanisch-US-amerikanischer Basketballspieler und -trainer
- Brabenec, Jiří (1911–1983), tschechischer Journalist und Schriftsteller
- Brabenec, Kamil (* 1951), tschechoslowakischer Basketballspieler und -trainer
- Braber, Robert (* 1982), niederländischer Fußballspieler
- Brabetz, Christina (* 1993), südafrikanisch-deutsche Geigerin
- Brabetz, Friederike (* 1999), deutsche Volleyballspielerin

### Brabh
- Brabham, David (* 1965), australischer Automobilrennfahrer
- Brabham, Gary (* 1961), australischer Autorennfahrer
- Brabham, Geoff (* 1952), australischer Automobilrennfahrer
- Brabham, Jack (1926–2014), australischer Formel-1-RennfahrerJack Brabham (1926–2014)

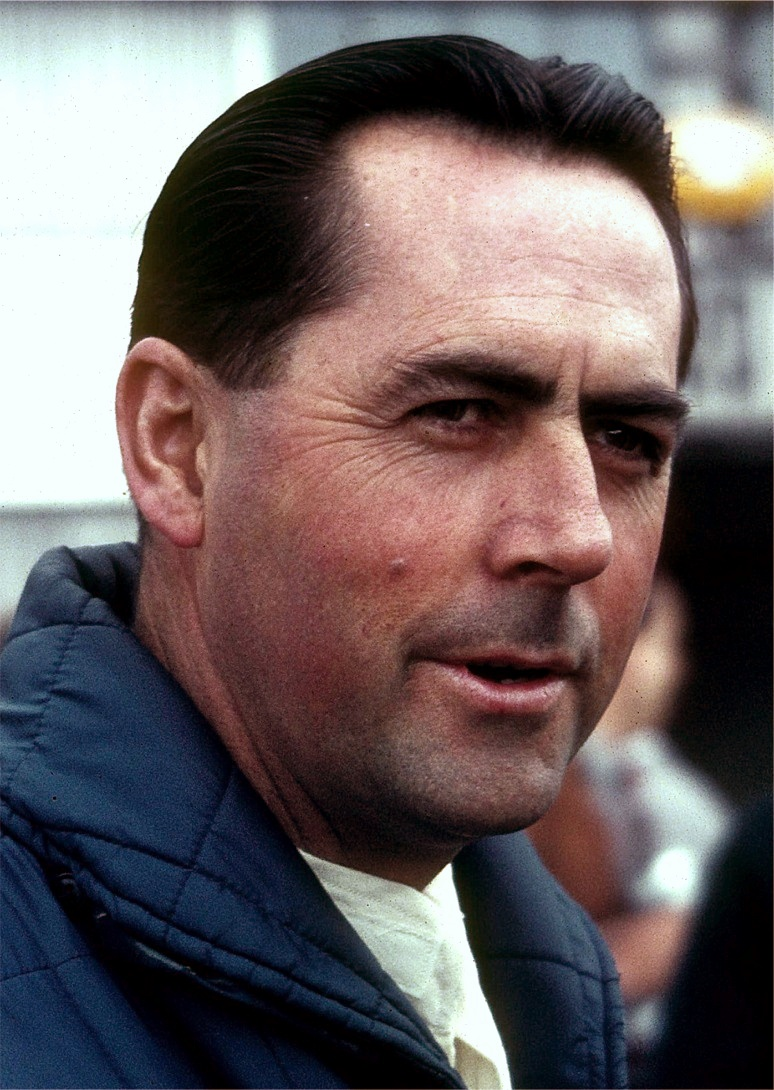
Jack Brabham (1926–2014)

- Brabham, Matthew (* 1994), australisch-US-amerikanischer Automobilrennfahrer

### Brabi
- Brabin, Charles (1883–1957), britisch-amerikanischer Filmregisseur

### Brabo
- Brabo, Juan (* 1987), spanischer Eishockeyspieler
- Brabo, Pilar (1943–1993), spanische Politikerin

### Brabr
- Brabrook, Peter (1937–2016), englischer Fußballspieler

### Brabs
- Brabson, Reese Bowen (1817–1863), US-amerikanischer Politiker